# Heqet
Heqet (egipci ḥqt, també ḥqtyt "Heqtit"), de vegades escrit Heket, és una deessa egípcia de la fertilitat, identificada amb Hathor, representada en forma de granota. Per als egipcis, la granota era un antic símbol de fertilitat, relacionat amb la inundació anual del Nil. Heqet va ser originalment la contrapart femenina de Khnum, o l'esposa de Khnum per qui es va convertir en la mare d'Her-ur. S'ha proposat que el seu nom és l'origen del nom d'Hècate, la deessa grega de la bruixeria.

## Nom
El nom s'escriu com ḥqt amb el determinant "granota" (I7). L'ortografia fonètica pot utilitzar el l'ḥq bicaral de jeroglífic (S38) en lloc de la ḥ uniliteral (V28). La forma alternativa ḥqtyt afegeix una terminació femenina explícita, usada juntament amb el determinant "ou" (H8) per emfatitzar la feminitat de la divinitat. La pronunciació egípcia mitjana del nom podria haver estat propera a /ħaˈqaːtat/, que s'ha proposat (entre altres possibilitats) com l'origen del nom del grec Hècate (Ἑκάτη).

## Adoració
L'inici del seu culte data almenys del període dinàstic primerenc. El seu nom formava part dels noms d'alguns individus de la Segona Dinastia de gran naixement enterrats a Helwan, com el príncep Nisuheqet, i va ser esmentat en una estela de Wepemnofret i en els Textos de les Piràmides. Sovint es pensa que les primeres estatuetes de granotes són representacions d'ella.
Heqet era considerada l'esposa de Khnum, que va formar els cossos dels nous nens al torn de terrisser.
En el mite d'Osiris, va ser Heqet qui va donar vida al nou cos d'⁣Horus en néixer, ja que era una deessa dels últims moments del naixement. A mesura que el naixement d'Horus es va relacionar més íntimament amb la resurrecció d'Osiris, el paper d'Heqet es va associar més amb la resurrecció. Finalment, aquesta associació va fer que els seus amulets aconseguissin la frase Jo sóc la resurrecció a l'època cristiana juntament amb el simbolisme de la creu i el xai.
A Qus es va trobar un temple dedicat a Horus i Heqet que data del període ptolemaic.
Com a deessa de la fertilitat, està associada explícitament a les últimes etapes de la inundació del Nil, i així amb la germinació del blat de moro, es va associar a les etapes finals del part. Aquesta associació, que sembla haver sorgit durant l'Imperi Mitjà, li va guanyar el títol de La que accelera el naixement (cf. el paper d'Heqet a la història de El naixement dels fills reials del papir de Westcar). Els amulets de granota que representaven Heqet eren probablement utilitzats per les dones durant el part per garantir un part fàcil.

## Galeria

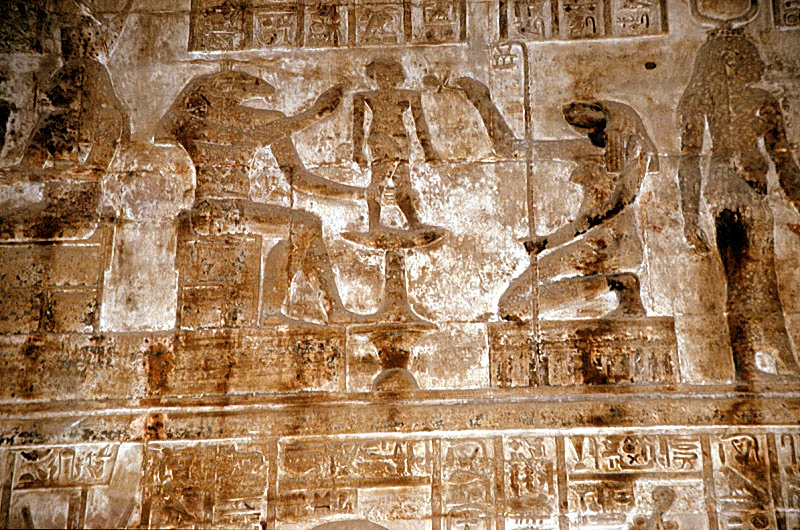
El déu Khnum, acompanyat d'Heqet, en un relleu demammisi (temple del naixement) al complex del temple de Dendera
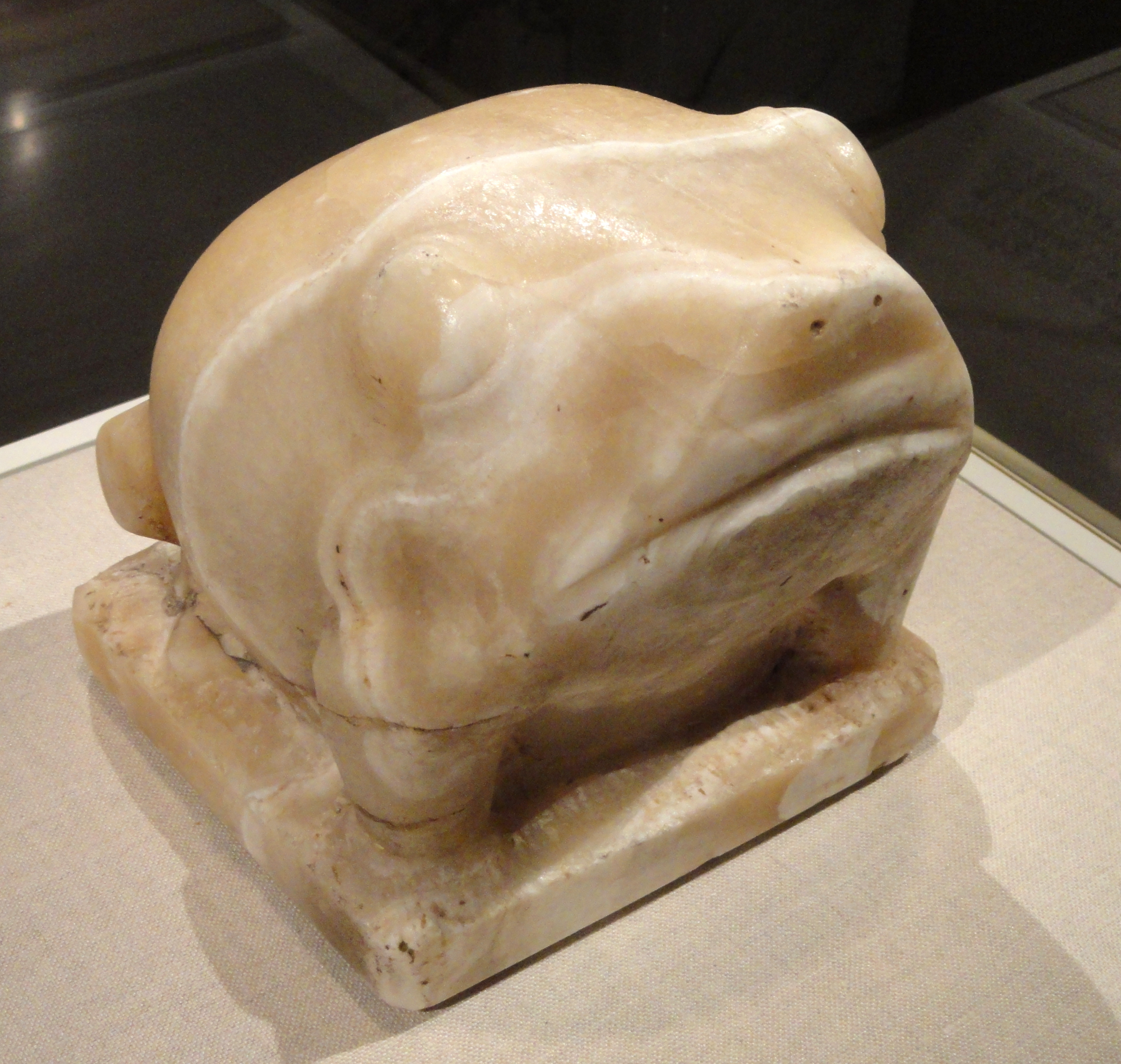
Període dinàstic primerenc (c. 3000 aC) estatueta de granota (Museu d'Art de Cleveland)